# Avalau
Avalau est un îlot situé dans l'atoll de Funafuti, aux Tuvalu. Charles Hedley a décrit Avalau en 1896 avec ces mots : "on dit que cet îlot possède une source d'eau douce".